# Maxe L'Hermenier
Maxe L'Hermenier, né le 4 février 1985 à Fourmies en France, est un scénariste de bande dessinée français. L'Hermenier écrit dans des univers très différents, du réalisme à l'humour en passant par la science-fiction.

## Biographie
Originaire de Bretagne, L'Hermenier grandit dans le Nord. L'Hermenier débute dans des fanzines et des revues à petit tirage. Alors qu'il a seize ans, il est publié pour la première fois dans Spirou. Après avoir passé le baccalauréat, il prépare sa carrière de scénariste et, en 2008, Soleil publie son premier album, Pirate des 1001 lunes, co-écrit avec Christophe Alliel, mais la série s'arrête au premier tome. Il exerce ensuite pour une société de production de films d'animation, en particulier sur la série Wakfu.
Après un bref passage par Ankama en 2010-2011, L'Hermenier adapte plusieurs récits jeunesse classiques pour Vents d'Ouest entre 2012 et 2015, tout en réalisant des récits variés pour Bamboo ou Jungle. Avec la dessinatrice Yllya, il lance la série Isaline, une « histoire de sorcière qui découvre le monde de la magie » (inspirée de la saga Harry Potter) et dont les ventes en 2018 totalisent 30 000 exemplaires et font l'objet de traductions en plusieurs langues.

## Œuvre
Sauf précision, L'Hermenier est scénariste de ces albums et ses collaborateurs en sont les dessinateurs.
- Pirates des 1001 lunes t. 1 (scénario avec Christophe Alliel), avec plusieurs dessinateurs, Soleil Productions, 2008.  (ISBN 978-2-302-00277-7)
- Wakfu Heroes t. 2 Percimol, avec Wuye Chanjie, Ankama, 2010.  (ISBN 978-2359101010)
- Boufbowl, avec Grelin, Ankama, 4 num., 2011.
- Le Dauphin, héritier des ténèbres, avec Brice Cossu, Glénat :

1. L’enfant du Temple, 2011.  (ISBN 978-2723477413)
2. Le chevalier à la croix, 2012.  (ISBN 978-2723483896)

- Les Malheurs de Sophie (d'après la Comtesse de Ségur), avec Manboou, Vents d’Ouest, 2012.  (ISBN 978-2749306735)
- Blanche Neige (d'après le conte), avec Looky, Ankama, 2012.  (ISBN 978-2359103113)
- Les Aventures de Walibi (scénario avec Jean-David Morvan, dessin deWuye Changjie), Dupuis[3],[4]

1. À la découverte de Shimmeria, 2012.  (ISBN 978-2800155180)
2. Hello World !, 2012.  (ISBN 978-2800155241)
3. We are the Skunx, 2013.  (ISBN 978-2800159706)

- Les Petites Filles modèles, avec Manboou, Vents d’Ouest, 2013.  (ISBN 978-2749307176)
- Bohemian Galion, avec Thomas Labourot, Jungle ! :

1. Cœur de Pirate, 2014.  (ISBN 978-2822207591)
2. Ocean’s Pirates, 2014.  (ISBN 978-2822208208)

- La Belle et la Bête, avec Looky, Bamboo, 2 t., 2014-2015. (ISBN 978-2818925546) et  (ISBN 978-2818931080)
- Jappeloup (d'après Pierre Durand), avec Beatrice Penco Sechi, Michel Lafon, 2015.  (ISBN 978-2822212069)
- Isaline, avec Yllya, Bamboo :

1. Sorcellerie culinaire, 2015.  (ISBN 978-2818931257) Publié conjointement en version « manga ».  (ISBN 978-2818931264)
2. Sorcellerie givrée, 2016.  (ISBN 978-2818935163) Publié conjointement en version « manga ».  (ISBN 978-2818935170)
3. Sorcellerie magichienne, 2017.  (ISBN 978-2-818940945)

- Jeux 2 filles t. 1 : Objectif 3 étoiles, avec Danilo Loizedda, Jungle, 2016.  (ISBN 978-2822214629)
- Les Incollables t. 1 : Comment les mouches tiennent-elles au plafond ?, avec Manboou, Play bac, 2016.  (ISBN 978-2822212281)
- Dans les coulisses du Champagne, avec Benoît Blary, Jungle, 2017.  (ISBN 978-2822221795)
- Miss Pipelette , avec Yllya, Bamboo :

1. Attention sorcière bavarde !, 2018.  (ISBN 978-2818944561)

- Les Improbablologies  , avec Pierre Barthelemy et Zoé Thouron, Jungle, 2018.  (ISBN 978-2822222624)
- La rivière à l'envers t. 1 : Tomek, avec Djet, Jungle, 2018.  (ISBN 978-2822222167)

## Prix
- 2011 : Prix de la ville du festival de Creil 2011 pour Le Dauphin, Héritier des Ténèbres T.1 :  L’enfant du Temple[5]
- 2018 : Prix de l' OIV pour Dans les coulisses du Champagne [6]